# Abu Bakr ibn al-Allaf asz-Szirazi
Abū Bakr al-Ḥasan ibn ʿAlī ibn Aḥmad ibn Bashshār ibn Ziyād Ibn al-ʿAllāf al-Nahrawānī (arab. ‏أبو بكر الحسن بن علي بن أحمد بن بشار بن زياد ابن العلاف النهرواني‎), znany również jako Abu Bakr ibn al-Allaf asz-Szirazi (ur. 833, zm. 930) – arabski poeta i gramatyk.

## Życiorys
Abu Bakr ibn al-Allaf asz-Szirazi urodził się w 833 roku. Żył i wychowywał się na terenach Kalifatu Abbasydów. Jest szczególnie kojarzony z kalifem Al-Mu’tadidem i jego synem Abdallah ibn al-Mu’tazzem.
Abdallah ibn al-Mu’tazz, który również był poetą, posiadał dwie niewolnice: Tuhfa i Daula. Ta druga była domniemaną konkubiną Abdallah. Wraz dla niego oraz dla Abu Bakira przepisywała ich materiały literackie.
Abu Bakr ibn al-Allaf asz-Szirazi zmarł w 930 roku.